# 李华封 (清朝)
李華封，貴州大定府黔西州人，清朝政治人物。
李华封曾于1781年接替沈荣清任宝山县知县一职，同年由多泽厚接任。